# Benda (Benda)
Benda is een bestuurslaag in het regentschap Tangerang van de provincie Banten, Indonesië. Benda telt 16.417 inwoners (volkstelling 2010).